# Geschicklichkeitsspiel
Unter Geschicklichkeitsspielen versteht man Spiele, die vom Spieler ein gutes Wahrnehmungsvermögen sowie eine ausgeprägte Feinmotorik und Reaktionsfähigkeit verlangen.

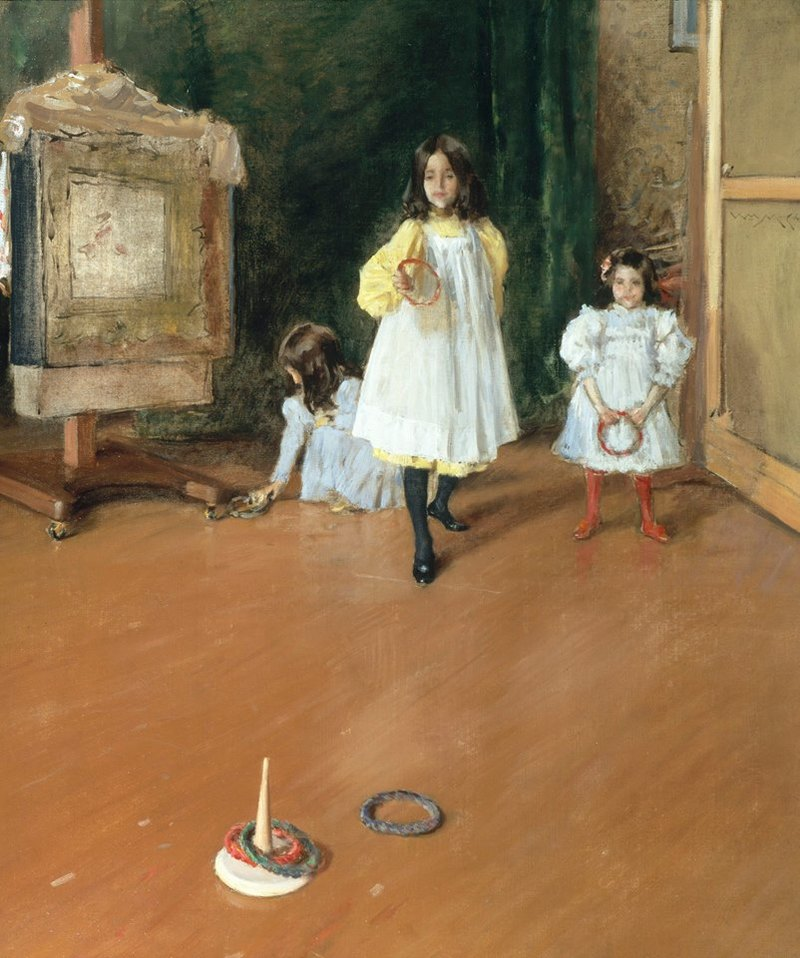
Kinder beim Ringewerfen

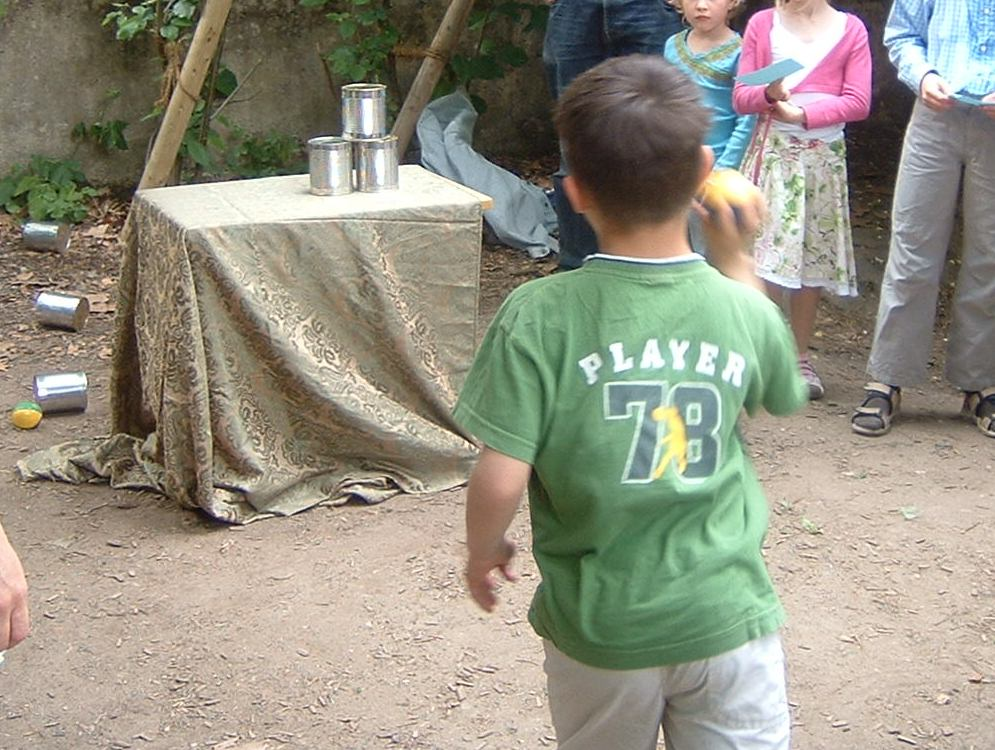
Geschick beim Dosenwerfen

## Überblick
Es gibt Geschicklichkeitsspiele, die, unabhängig von den unterschiedlichen Kulturen, über die gesamte Welt verbreitet sind. Hauptsächlich werden bei Geschicklichkeitsspielen das Balancevermögen, das Rhythmusgefühl (wie beim Gummitwist), das haptische Feingefühl und die Entfernungseinschätzung beansprucht. Dazu zählt zum Beispiel das Hüpfspiel Himmel und Hölle. Aber auch das sogenannte Fadenspiel oder Abhebespiel und das sogenannte Englisch Fußball, wo die Entfernung und die Schnelligkeit der Bewegung eine große Rolle spielen, gehören in diese Kategorie. Geschicklichkeitsspiele dienen meist der Unterhaltung oder der Förderung der oben genannten Eigenschaften. Darunter fallen auch Spiele wie Mikado und Darts.
Einige Geschicklichkeitsspiele finden sich auch unter den Präzisionssportarten. Einzelne Geschicklichkeitsspiele waren oder sind teils heute noch bzw. wieder in kommerzieller Form auf Jahrmärkten und Volksfesten anzutreffen. Zu solchen Geschicklichkeitsgeschäften von Schaustellern gehören unter anderem das Dosenwerfen („Wurfbude“) und der Nagelbalken („Lustige Nagelei“).

## Juristischer Gebrauch des Begriffs
In rechtlicher Hinsicht wird der Begriff des Geschicklichkeitsspiels weiter gefasst und bezeichnet ein Spiel, das im Gegensatz zum Glücksspiel mehr vom Können der Spieler bestimmt wird als von Zufallselementen.

## Geschicklichkeitsspiele (Auswahl)

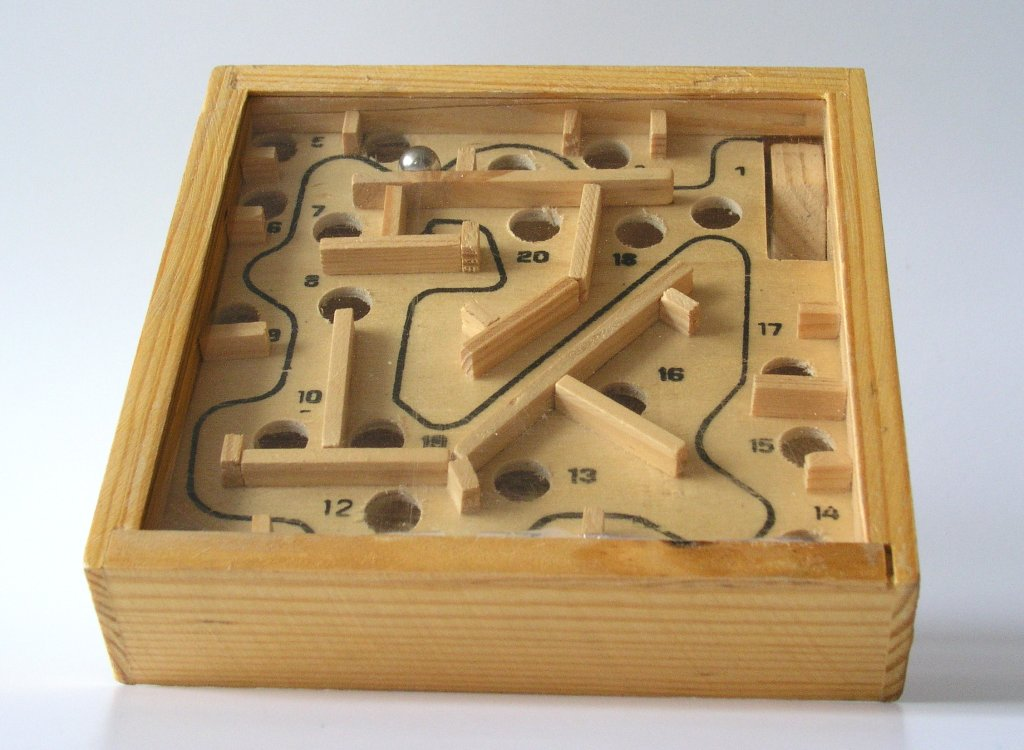
Das Kugellabyrinth erfordert eine gute Feinmotorik

| - Bausack - Boule-Spiel (Boccia/Bowls/Pétanque) - Carrom - Cornhole - Crokinole - Cuboro - Darts - Dosenwerfen - Eierlaufen - Englisch Fußball - Fangen (Spiel) - Heißer Draht (Spiel) - Hickelkasten - Jakkolo - Jenga - Kartenhaus | - Knie, Ohr, Nase - Mehlschneiden - Mikado (Spiel) - Kubb - Mölkky - Murmelspiel - Nagelbalken (auch Nagelbank, Wettnageln oder Lustige Nagelei) - Novuss - Perplexus - Reise nach Jerusalem - Shuffleboard - Sport Stacking - Steinehüpfen - Stoßpudel |

## Geschicklichkeitsspiele an speziellen Geräten/Automaten (Auswahl)
- Air-Hockey
- Billard
- Flipper
- Skee ball
- Snooker
- Tischfußball
- Tischeishockey
- Whac-A-Mole

Mit der zunehmenden Verbreitung der Computerspiele entstand auch viel Software dieses Genres. Ursprünglich waren das vor allem sogenannte Jump-’n’-Run-Spiele. Längst hat sich die Palette jedoch erweitert und schließt nun auch Spiele mit größerem strategischen Anteil ein, beispielsweise die verschiedenen Tetris-Varianten. Hier wird aber im Gegensatz zum nicht virtuellen Geschicklichkeitsspiel, das zumeist den gesamten Körper einbezieht, überwiegend die Auge-Hand-Koordination gefordert. Die Förderung der Reaktionsfähigkeit und Vorstellungskraft der Spieler ist dabei umstritten. Trotzdem finden verschiedene Online-Geschicklichkeitsspiele und Jump-’n’-Run-Adventures auch einen Platz in der kinderpsychotherapeutischen Arbeit.